# Tupaia splendidula
La tupaia ferruginosa (Tupaia splendidula) è una specie di tupaia diffusa in Indonesia.
Come il nome suggerisce, il pelo è di color ruggine, che tende a scurirsi nella zona posteriore della coda e sulla coda, dove ha tonalità bruno-scure.
Il ventre e la gola sono giallastri, così come due bande laterali sulla coda ed una striscia laterale che dalla mandibola va all'ascella.
Il muso e le guance sono glabri e di colore grigiastro, così come le orecchie e le dita delle zampe.